# 座延羊齒屬
座延羊齒屬（學名：Alethopteris），又名座延種子蕨屬、耳羊齒屬，是一屬已滅絕的種子蕨，生存於石炭紀晚期至二疊紀早期。它們生長在炎熱沼澤地帶的高處。其化石分布於全世界。

## 特徵

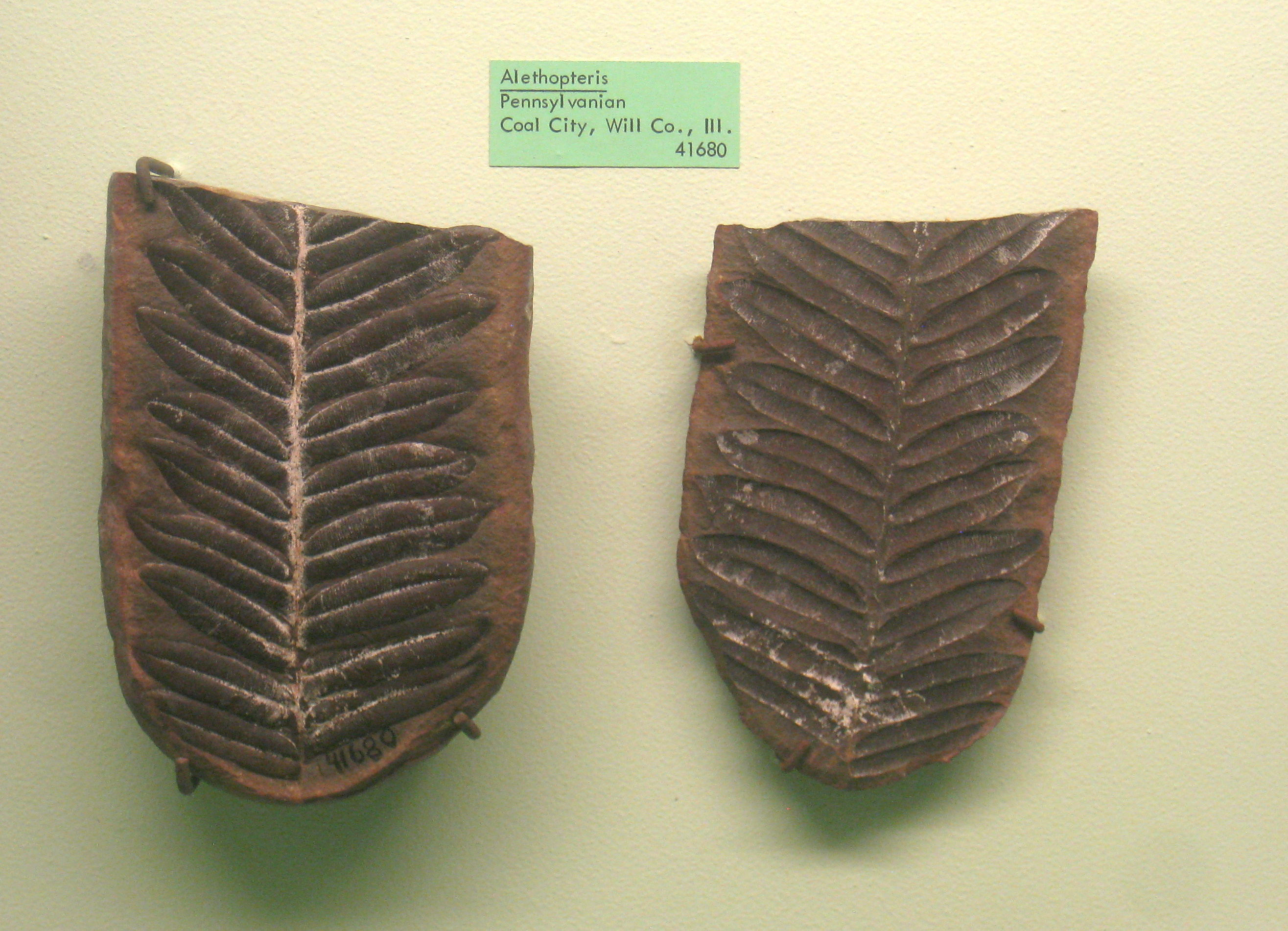
座延羊齒的葉化石

座延羊齒的典型植株高度約為5公尺。具有大型的羽狀複葉，齒狀的小葉基部全部著生於羽軸上，基部下延於軸，呈耳狀，故又名為「耳羊齒」。葉脈簡單，僅具明顯的中央脈和與其垂直的小葉脈。

## 物種[1]
- Alethopteris valida Boulay, 1876